# Lukunor
Lukunor es un atolón del distrito de las Mortlocks, en las islas Carolinas. Es una municipalidad del Estado de Chuuk, uno de los Estados Federados de Micronesia. Está situado a unos 264 km al sureste de Chuuk y a unos 8 km de Satowan. El atolón cuenta con una longitud de 13,5 km de oriente a poniente y de unos 8 km de norte a sur. Consiste en una cadena ininterrumpida de 39 km  encerrando una laguna de 55 km². El atolón está habitado por 1,104 personas (2008).